# 7e législature du Canada
La 7e législature du Canada a été mise en place à la suite de la 7e élection générale canadienne, qui s'est déroulée le 5 mars 1891. Le gouvernement conservateur de Sir John A. Macdonald a été porté au pouvoir pour un sixième mandat. 
La question des écoles catholiques du Manitoba, abolies en mars 1890, a dominé pendant toute la durée du 7e parlement. La mort de Sir John A. Macdonald, trois mois après l'élection de 1891, puis la succession de quatre premiers ministres conservateurs ont contribué à déstabiliser le leadership conservateur.
Le président lors de la 7e législature fut Peter White.
Voici les six 6 session parlementaire lors de la 7e législature :
| Session | Début           | Fin               |
| ------- | --------------- | ----------------- |
| 1re     | 29 avril 1891   | 30 septembre 1891 |
| 2e      | 25 février 1892 | 9 juillet 1892    |
| 3e      | 26 janvier 1893 | 1er avril 1893    |
| 4e      | 15 mars 1894    | 23 juillet 1894   |
| 5e      | 18 avril 1895   | 22 juillet 1895   |
| 6e      | 2 janvier 1896  | 23 avril 1896     |

## La succession de Sir John A. Macdonald
Sir John Joseph Caldwell Abbott fut choisi successeur de Sir John A. Macdonald par le caucus conservateur à la mort de ce dernier, en 1891. Sir John Abbott fut en effet le seul candidat sur qui put s'entendre le caucus, divisé entre les ultra-orangistes et les modérés du côté des Ontariens et entre les castors (ultramontains) et les bleus (modérés) du côté québécois. Sir John Abbott fut premier ministre de 1891 à 1892 ; il démissionne pour des raisons de santé. 
Sir John Sparrow David Thompson est désigné comme le successeur de Sir John Abbott par le caucus, en décembre 1892. Il mourut en fonction, lors d'un voyage en Angleterre. La nouvelle parvint à Ottawa le 12 décembre 1894 que Sir John Thompson était décédé en visitant Sa Majesté la Reine Victoria au Château Windsor.
Le caucus s'agita une fois de plus pour trouver un successeur à Sir John Thompson. Le 29 décembre 1894, le gouverneur général de l'époque désigna Sir Mackenzie Bowell pour succéder à Sir John Thompson à la tête du parti conservateur et du pays. Sir Mackenzie Bowell resta en fonction jusqu'au 2 avril 1896. Devant la colère dont il était l'objet, en particulier à cause de son Remedial Bill à propos des écoles manitobaines (un projet de loi visant à modifier les termes de l'abolition des écoles catholiques), Sir Mackenzie Bowell démissionne.
Après avoir refusé sa démission trois fois, le gouverneur général Lord Aberdeen accepte finalement la démission de Sir Mackenzie Bowell et demande à Sir Charles Tupper de le remplacer.
Le parlement est finalement dissout le 23 avril 1896, pavant la voie à une élection pour le 23 juin 1896.

## La question des écoles du Manitoba
Cette législature fut dominée par la question des écoles manitobaines, divisant de plus en plus le caucus conservateur entre ses factions les plus extrêmes. Lors d'élections partielles tenues en 1895 et 1896, les élections sont remportées au Québec par les ultramontains, promettant une action décisive du gouvernement fédéral pour rétablir les écoles catholiques au Manitoba, et en Ontario par les ultra-orangistes, qui refusaient toute action de la part du fédéral sur cette question.
À côté, les libéraux s'unirent derrière leur chef Wilfrid Laurier. Inquiet de voir la question menacer la survie même du Canada, Wilfrid Laurier se montra soucieux d'adopter une position en faveur de la préservation du Canada et favorable aux droits des provinces. En d'autres termes, il fermait la porte à une intervention en faveur des écoles catholiques du Manitoba, afin de ne pas diviser encore plus le pays (et son caucus) selon des lignes ethniques et religieuses comme celles qui divisaient le caucus conservateur.
En bref, les conservateurs adoptèrent une position «pro-droits» en faveur des droits de la minorité catholique du Manitoba et au détriment de la survie du Canada (la menace d'éclatement était bien réelle), alors que les libéraux adoptèrent une position «pro-Confédération» en faveur de la survie du Canada au détriment des catholiques manitobains.

## Liste des députés

### Colombie-Britannique
| Circonscription | Circonscription | Nom                                              | Parti                |
| --------------- | --------------- | ------------------------------------------------ | -------------------- |
| Cariboo         |                 | Frank Stillman Barnard                           | Conservateur         |
| New Westminster |                 | Gordon Edward Corbould                           | Conservateur         |
| Vancouver       |                 | David William Gordon                             | Libéral-conservateur |
| Vancouver       |                 | Andrew Haslam (élection partielle en 1893)       | Conservateur         |
| Victoria*       |                 | Thomas Earle                                     | Conservateur         |
| Victoria*       |                 | Edward Gawler Prior (au 17 décembre 1895)        | Conservateur         |
| Victoria*       |                 | Edward Gawler Prior (élection partielle en 1896) | Conservateur         |
| Yale            |                 | John Andrew Mara                                 | Conservateur         |

### Manitoba
| Circonscription | Circonscription | Nom                                            | Parti                |
| --------------- | --------------- | ---------------------------------------------- | -------------------- |
| Lisgar          |                 | Arthur Wellington Ross                         | Libéral-conservateur |
| Marquette       |                 | Robert Watson (démission)                      | Libéral              |
| Marquette       |                 | Nathaniel Boyd (élection partielle en 1892)    | Conservateur         |
| Provencher      |                 | Alphonse Alfred Clément Larivière              | Conservateur         |
| Selkirk         |                 | Thomas Mayne Daly (nomination au Cabinet)      | Libéral-conservateur |
| Selkirk         |                 | Thomas Mayne Daly (élection partielle en 1892) | Libéral-conservateur |
| Winnipeg        |                 | Hugh John Macdonald (démission)                | Libéral-conservateur |
| Winnipeg        |                 | Joseph Martin (élection partielle en 1893)     | Libéral              |

### Île-du-Prince-Édouard
| Circonscription  | Circonscription | Nom                       | Parti               |
| ---------------- | --------------- | ------------------------- | ------------------- |
| Comté de King*   |                 | Augustine Colin Macdonald | Conservateur        |
| Comté de King*   |                 | John McLean               | Conservateur        |
| Comté de Prince* |                 | Stanislaus Francis Perry  | Libéral             |
| Comté de Prince* |                 | James Yeo                 | Libéral             |
| Comté de Queen*  |                 | Louis Henry Davies        | Libéral             |
| Comté de Queen*  |                 | William Welsh             | Libéral indépendant |

### Nouveau-Brunswick
| Circonscription              | Circonscription | Nom                                                                  | Parti                |
| ---------------------------- | --------------- | -------------------------------------------------------------------- | -------------------- |
| Albert                       |                 | Richard Chapman Weldon                                               | Conservateur         |
| Carleton                     |                 | Newton Ramsay Colter (élection déclarée nulle)                       | Libéral              |
| Carleton                     |                 | Newton Ramsay Colter (élection partielle en 1892)                    | Libéral              |
| Charlotte                    |                 | Arthur Hill Gillmor                                                  | Libéral              |
| Cité et Comté de Saint-Jean* |                 | John Douglas Hazen                                                   | Conservateur         |
| Cité et Comté de Saint-Jean* |                 | Charles Nelson Skinner (démission)                                   | Libéral              |
| Cité et Comté de Saint-Jean* |                 | John Alexander Chesley (élection partielle en 1892)                  | Conservateur         |
| Cité de Saint-Jean           |                 | Ezekiel McLeod                                                       | Conservateur         |
| Gloucester                   |                 | Kennedy Francis Burns (à sa nomination au Sénat)                     | Conservateur         |
| Gloucester                   |                 | Théotime Blanchard (élection partielle en 1894)                      | Conservateur         |
| Kent                         |                 | Édouard H. Léger                                                     | Conservateur         |
| Kent                         |                 | George McInerney (élection partielle en 1892)                        | Libéral-conservateur |
| King's                       |                 | George Eulas Foster                                                  | Conservateur         |
| Northumberland               |                 | Michael Adams                                                        | Conservateur         |
| Northumberland               |                 | James Robinson (élection partielle en 1896)                          | Conservateur         |
| Queen's                      |                 | George Gerald King (élection déclarée nulle)                         | Libéral              |
| Queen's                      |                 | George Frederick Baird (déclaré élu en 1892 par décision de la cour) | Conservateur         |
| Restigouche                  |                 | John McAlister                                                       | Libéral-conservateur |
| Sunbury                      |                 | Robert Duncan Wilmot                                                 | Conservateur         |
| Victoria                     |                 | John Costigan                                                        | Libéral-conservateur |
| Westmorland                  |                 | Josiah Wood (jusqu'à sa nomination au Sénat)                         | Conservateur         |
| Westmorland                  |                 | Henry Powell (élection partielle en 1895)                            | Libéral-conservateur |
| York                         |                 | Thomas Temple                                                        | Conservateur         |

### Nouvelle-Écosse
| Circonscription | Circonscription | Nom                                                                    | Parti                |
| --------------- | --------------- | ---------------------------------------------------------------------- | -------------------- |
| Annapolis       |                 | John Burpee Mills                                                      | Conservateur         |
| Antigonish      |                 | John Thompson (décédé le 12 décembre 1894)                             | Libéral-conservateur |
| Antigonish      |                 | Colin Francis McIsaac (élection partielle en 1895)                     | Libéral              |
| Cap-Breton*     |                 | David MacKeen (démission)                                              | Conservateur         |
| Cap-Breton*     |                 | Hector Francis McDougall                                               | Libéral-conservateur |
| Cap-Breton*     |                 | Charles Tupper (élection partielle en 1896)                            | Conservateur         |
| Colchester      |                 | William Albert Patterson                                               | Conservateur         |
| Cumberland      |                 | Arthur Rupert Dickey (déclaré inapte à siéger le 22 décembre 1891)     | Conservateur         |
| Cumberland      |                 | Arthur Rupert Dickey (élection partielle en 1892)                      | Conservateur         |
| Cumberland      |                 | Arthur Rupert Dickey (élection partielle en 1895)                      | Conservateur         |
| Digby           |                 | Edward Charles Bowers                                                  | Libéral              |
| Digby           |                 | Edward Charles Bowers (élection partielle en 1892)                     | Libéral              |
| Guysborough     |                 | Duncan Cameron Fraser                                                  | Libéral              |
| Halifax         |                 | Thomas Edward Kenny (élection annulée)                                 | Conservateur         |
| Halifax         |                 | John Fitz William Stairs (élection annulée)                            | Conservateur         |
| Halifax         |                 | Thomas Edward Kenny (élection partielle en 1892)                       | Conservateur         |
| Halifax         |                 | John Fitz William Stairs (élection partielle en 1892)                  | Conservateur         |
| Hants           |                 | Alfred Putnam                                                          | Conservateur         |
| Inverness       |                 | Hugh Cameron                                                           | Conservateur         |
| Kings           |                 | Frederick William Borden (déclaré inapte à siéger le 28 novembre 1891) | Libéral              |
| Kings           |                 | Frederick William Borden (élection partielle en 1892)                  | Libéral              |
| Lunenburg       |                 | Charles Edwin Kaulbach                                                 | Conservateur         |
| Pictou*         |                 | John McDougald                                                         | Libéral-conservateur |
| Pictou*         |                 | Charles Hibbert Tupper                                                 | Conservateur         |
| Queens          |                 | Francis Gordon Forbes                                                  | Libéral              |
| Queens          |                 | Francis Gordon Forbes (élection partielle en 1892)                     | Libéral              |
| Richmond        |                 | Joseph Alexander Gillies (déclaré inapte à siéger)                     | Conservateur         |
| Richmond        |                 | Joseph Alexander Gillies (élection partielle en 1892)                  | Conservateur         |
| Shelburne       |                 | Nathaniel Whitworth White                                              | Libéral-conservateur |
| Victoria        |                 | John Archibald McDonald (élection annulée)                             | Conservateur         |
| Victoria        |                 | John Archibald McDonald (élection partielle en 1892)                   | Conservateur         |
| Yarmouth        |                 | Thomas Barnard Flint                                                   | Libéral              |

### Ontario
| Circonscription              | Circonscription | Nom                                                            | Parti                    |
| ---------------------------- | --------------- | -------------------------------------------------------------- | ------------------------ |
| Addington                    |                 | George Walker Wesley Dawson                                    | Libéral                  |
| Algoma                       |                 | George Hugh Macdonell                                          | Conservateur             |
| Bothwell                     |                 | David Mills                                                    | Libéral                  |
| Brant-Nord                   |                 | James Somerville                                               | Libéral                  |
| Brant-Sud                    |                 | William Paterson                                               | Libéral                  |
| Brockville                   |                 | John Fisher Wood (démission)                                   | Libéral-conservateur     |
| Brockville                   |                 | John Fisher Wood (élection partielle en 1892)                  | Libéral-conservateur     |
| Bruce-Est                    |                 | Reuben Eldridge Truax (déclaré inapte à siéger)                | Libéral                  |
| Bruce-Est                    |                 | Henry Cargill (élection partielle en 1892)                     | Conservateur             |
| Bruce-Nord                   |                 | Alexander McNeill                                              | Libéral-conservateur     |
| Bruce-Ouest                  |                 | James Rowand                                                   | Libéral                  |
| Cardwell                     |                 | Robert Smeaton White (démission)                               | Conservateur             |
| Cardwell                     |                 | William Stubbs (élection partielle en 1895)                    | Conservateur indépendant |
| Carleton                     |                 | William Thomas Hodgins                                         | Conservateur             |
| Cornwall et Stormont         |                 | Darby Bergin                                                   | Libéral-conservateur     |
| Dundas                       |                 | Hugo Homer Ross                                                | Conservateur             |
| Durham-Est                   |                 | Thomas Dixon Craig                                             | Conservateur indépendant |
| Durham-Ouest                 |                 | Robert Beith                                                   | Libéral                  |
| Elgin-Est                    |                 | Andrew B. Ingram (until election voided)                       | Libéral-conservateur     |
| Elgin-Est                    |                 | Andrew B. Ingram (élection partielle en 1892)                  | Libéral-conservateur     |
| Elgin-Ouest                  |                 | George Elliott Casey                                           | Libéral                  |
| Essex-Nord                   |                 | William McGregor                                               | Libéral                  |
| Essex-Sud                    |                 | Henry William Allan                                            | Libéral                  |
| Frontenac                    |                 | George Airey Kirkpatrick (au 1er juin 1892)                    | Conservateur             |
| Frontenac                    |                 | Hiram Augustus Calvin (élection partielle en 1892)             | Conservateur indépendant |
| Glengarry                    |                 | Roderick R. McLennan (déclaré inapte à siéger)                 | Conservateur             |
| Glengarry                    |                 | Roderick R. McLennan (élection partille en 1892)               | Conservateur             |
| Grenville-Sud                |                 | John Dowsley Reid                                              | Conservateur             |
| Grey-Est                     |                 | Thomas Simpson Sproule                                         | Conservateur             |
| Grey-Nord                    |                 | James Masson                                                   | Conservateur             |
| Grey-Sud                     |                 | George Landerkin                                               | Libéral                  |
| Haldimand                    |                 | Walter Humphries Montague (au 26 mars 1895)                    | Conservateur             |
| Haldimand                    |                 | Walter Humphries Montague (élection partielle en 1895)         | Conservateur             |
| Halton                       |                 | David Henderson                                                | Conservateur             |
| Halton                       |                 | David Henderson (élection partielle en 1892)                   | Conservateur             |
| Hamilton*                    |                 | Alexander McKay                                                | Conservateur             |
| Hamilton*                    |                 | Samuel Shobal Ryckman                                          | Conservateur             |
| Hastings-Est                 |                 | Samuel Barton Burdett (décédé le 20 janvier 1892)              | Libéral                  |
| Hastings-Est                 |                 | William Barton Northrup (élection partielle en 1892)           | Conservateur             |
| Hastings-Nord                |                 | Mackenzie Bowell (au 5 décembre 1892, nommé au Sénat)          | Conservateur             |
| Hastings-Nord                |                 | Alexander Williamson Carscallen (élection partielle en 1892)   | Conservateur             |
| Hastings-Ouest               |                 | Henry Corby (démissionne le 22 juin 1894)                      | Conservateur             |
| Hastings-Ouest               |                 | Henry Corby (élection partielle en 1894)                       | Conservateur             |
| Huron-Est                    |                 | Peter Macdonald                                                | Libéral                  |
| Huron-Ouest                  |                 | Malcolm Colin Cameron (déclaré inapte à siéger)                | Libéral                  |
| Huron-Ouest                  |                 | James Colebrooke Patterson (élection partielle en 1892)        | Conservateur             |
| Huron-Ouest                  |                 | Malcolm Colin Cameron (élection partielle en 1896)             | Libéral                  |
| Huron-Sud                    |                 | John McMillan                                                  | Libéral                  |
| Kent                         |                 | Archibald Campbell                                             | Libéral                  |
| Kingston                     |                 | John A. Macdonald (décédé le 6 juin 1891)                      | Libéral-conservateur     |
| Kingston                     |                 | James Henry Metcalfe (élection partielle en 1892)              | Conservateur             |
| Lambton-Est                  |                 | George Moncrieff                                               | Conservateur             |
| Lambton-Ouest                |                 | James Frederick Lister                                         | Libéral                  |
| Lanark-Nord                  |                 | Joseph Jamieson (au 8 décembre 1891)                           | Conservateur             |
| Lanark-Nord                  |                 | Bennett Rosamond (élection partielle en 1891)                  | Conservateur             |
| Lanark-Sud                   |                 | John Graham Haggart                                            | Conservateur             |
| Leeds-Nord et Grenville-Nord |                 | Charles Frederick Ferguson                                     | Libéral-conservateur     |
| Leeds-Sud                    |                 | George Taylor                                                  | Conservateur             |
| Lennox                       |                 | David Wright Allison (jusqu'à l'annulation de l'élection)      | Libéral                  |
| Lennox                       |                 | Uriah Wilson (élection partielle en 1892)                      | Conservateur             |
| Lincoln et Niagara           |                 | William Gibson (jusqu'à l'annulation de l'élection)            | Libéral                  |
| Lincoln et Niagara           |                 | William Gibson (élection partielle en 1892)                    | Libéral                  |
| London                       |                 | Charles Smith Hyman (jusqu'à l'annulation de l'élection)       | Libéral                  |
| London                       |                 | John Carling (élection partielle en 1892)                      | Libéral-conservateur     |
| Middlesex-Est                |                 | Joseph Henry Marshall (jusqu'à l'annulation de l'élection)     | Conservateur             |
| Middlesex-Est                |                 | Joseph Henry Marshall (élection partielle en 1892)             | Conservateur             |
| Middlesex-Nord               |                 | William Henry Hutchins                                         | Conservateur             |
| Middlesex-Sud                |                 | James Armstrong (décédé le 26 janvier 1893)                    | Libéral                  |
| Middlesex-Sud                |                 | Robert Boston (élection partielle en 1893)                     | Libéral                  |
| Middlesex-Ouest              |                 | William Frederick Roome                                        | Conservateur             |
| Monck                        |                 | John Brown (déclaré inapte à siéger)                           | Libéral                  |
| Monck                        |                 | Arthur Boyle (élection partielle en 1892)                      | Conservateur             |
| Muskoka et Parry Sound       |                 | William Edward O'Brien                                         | Conservateur             |
| Norfolk-Nord                 |                 | John Charlton                                                  | Libéral                  |
| Norfolk-Sud                  |                 | David Tisdale                                                  | Conservateur             |
| Northumberland-Est           |                 | Edward Cochrane (en)                                           | Conservateur             |
| Northumberland-Ouest         |                 | John Hargraft (jusqu'à l'annulation de l'élection)             | Libéral                  |
| Northumberland-Ouest         |                 | George Guillet (élection partielle en 1892)                    | Conservateur             |
| Ontario-Nord                 |                 | Frank Madill (décédé en fonction)                              | Conservateur             |
| Ontario-Nord                 |                 | John Alexander McGillivray (élection partielle en 1895)        | Libéral-conservateur     |
| Ontario-Ouest                |                 | James David Edgar                                              | Libéral                  |
| Ontario-Sud                  |                 | James Ironside Davidson (jusqu'à l'annulation de l'élection)   | Libéral                  |
| Ontario-Sud                  |                 | William Smith (élection partielle en 1892)                     | Conservateur             |
| Ottawa*                      |                 | Charles Herbert Mackintosh (démission)                         | Conservateur             |
| Ottawa*                      |                 | Honoré Robillard                                               | Libéral-conservateur     |
| Ottawa*                      |                 | James Alexander Grant (élection partielle en 1893)             | Conservateur             |
| Oxford-Nord                  |                 | James Sutherland                                               | Libéral                  |
| Oxford-Sud                   |                 | Richard John Cartwright                                        | Libéral                  |
| Peel                         |                 | Joseph Featherston (jusqu'à l'annulation de l'élection)        | Libéral                  |
| Peel                         |                 | Joseph Featherston (élection partielle en 1892)                | Libéral                  |
| Perth-Nord                   |                 | James Nicol Grieve (jusqu'à l'annulation de l'élection)        | Libéral                  |
| Perth-Nord                   |                 | James Nicol Grieve (élection partielle en 1892)                | Libéral                  |
| Perth-Sud                    |                 | James Trow (jusqu'à l'annulation de l'élection)                | Libéral                  |
| Perth-Sud                    |                 | William Pridham (élection partielle en 1892)                   | Conservateur             |
| Peterborough-Est             |                 | John Burnham                                                   | Conservateur             |
| Peterborough-Ouest           |                 | James Stevenson                                                | Conservateur             |
| Prescott                     |                 | Isidore Proulx (until unseated)                                | Libéral                  |
| Prescott                     |                 | Isidore Proulx (élection partielle en 1892)                    | Libéral                  |
| Prince Edouard               |                 | Archibald Campbell Miller (jusqu'à l'annulation de l'élection) | Conservateur             |
| Prince Edouard               |                 | Archibald Campbell Miller (élection partielle en 1892)         | Conservateur             |
| Renfrew-Nord                 |                 | Peter White                                                    | Conservateur             |
| Renfrew-Sud                  |                 | John Ferguson                                                  | Conservateur indépendant |
| Russell                      |                 | William Cameron Edwards                                        | Libéral                  |
| Simcoe-Est                   |                 | Philip Howard Spohn (jusqu'à l'annulation de l'élection)       | Libéral                  |
| Simcoe-Est                   |                 | William Humphrey Bennett (élection partielle en 1892)          | Conservateur             |
| Simcoe-Nord                  |                 | Dalton McCarthy                                                | Indépendant              |
| Simcoe-Sud                   |                 | Richard Tyrwhitt                                               | Conservateur             |
| Toronto-Centre               |                 | George Ralph Richardson Cockburn                               | Conservateur             |
| Toronto-Est                  |                 | Emerson Coatsworth                                             | Conservateur             |
| Toronto-Ouest                |                 | Frederick Charles Denison                                      | Conservateur             |
| Victoria-Nord                |                 | John Augustus Barron (déclaré inapte à siéger)                 | Libéral                  |
| Victoria-Nord                |                 | Samuel Hughes (élection partielle en 1892)                     | Libéral-conservateur     |
| Victoria-Sud                 |                 | Charles Fairbairn (jusqu'à l'annulation de l'élection)         | Libéral-conservateur     |
| Victoria-Sud                 |                 | Charles Fairbairn (élection partielle en 1892)                 | Libéral-conservateur     |
| Waterloo-Nord                |                 | Isaac Erb Bowman                                               | Libéral                  |
| Waterloo-Sud                 |                 | James Livingston                                               | Libéral                  |
| Welland                      |                 | William Manley German (déclaré inapte à siéger)                | Libéral                  |
| Welland                      |                 | James A. Lowell (élection partielle en 1892)                   | Libéral                  |
| Wellington-Centre            |                 | Andrew Semple                                                  | Libéral                  |
| Wellington-Nord              |                 | James McMullen                                                 | Libéral                  |
| Wellington-Sud               |                 | James Innes                                                    | Libéral                  |
| Wentworth-Nord               |                 | Thomas Bain                                                    | Libéral                  |
| Wentworth-Sud                |                 | Franklin Metcalfe Carpenter                                    | Conservateur             |
| York-Est                     |                 | Alexander Mackenzie (décédé le 17 avril 1892)                  | Libéral                  |
| York-Est                     |                 | William Findlay Maclean (élection partielle en 1892)           | Conservateur             |
| York-Nord                    |                 | William Mulock                                                 | Libéral                  |
| York-Ouest                   |                 | Nathaniel Clarke Wallace                                       | Conservateur             |
| York-Ouest                   |                 | Nathaniel Clarke Wallace (élection partielle en 1892)          | Conservateur             |

### Québec
| Circonscription     | Circonscription | Nom                                                                                | Parti                     |
| ------------------- | --------------- | ---------------------------------------------------------------------------------- | ------------------------- |
| Argenteuil          |                 | Thomas Christie                                                                    | Libéral                   |
| Bagot               |                 | Flavien Dupont                                                                     | Conservateur              |
| Beauce              |                 | Joseph Godbout                                                                     | Libéral                   |
| Beauharnois         |                 | Joseph-Gédéon-Horace Bergeron                                                      | Conservateur              |
| Bellechasse         |                 | Guillaume Amyot                                                                    | Conservateur nationaliste |
| Berthier            |                 | Cléophas Beausoleil                                                                | Libéral                   |
| Bonaventure         |                 | William LeBoutillier Fauvel                                                        | Libéral                   |
| Brome               |                 | Eugène Alphonse Dyer (déclaré inapte à siéger)                                     | Conservateur              |
| Brome               |                 | Eugène Alphonse Dyer (élection partielle en 1892)                                  | Conservateur              |
| Chambly             |                 | Raymond Préfontaine                                                                | Libéral                   |
| Champlain           |                 | Onésime Carignan                                                                   | Conservateur              |
| Charlevoix          |                 | Henry Simard (décédé le 6 novembre 1895)                                           | Libéral                   |
| Charlevoix          |                 | Louis Charles Alphonse Angers (élection partielle en 1896)                         | Libéral                   |
| Chicoutimi—Saguenay |                 | Paul Vilmond Savard (until unseated)                                               | Libéral                   |
| Chicoutimi—Saguenay |                 | Louis de Gonzague Belley (élection partielle en 1892)                              | Conservateur              |
| Châteauguay         |                 | James Pollock Brown                                                                | Libéral                   |
| Compton             |                 | Rufus Henry Pope                                                                   | Conservateur              |
| Deux-Montagnes      |                 | Jean-Baptiste Daoust (décédé le 28 décembre 1891)                                  | Conservateur              |
| Deux-Montagnes      |                 | Joseph Girouard (élection partielle en 1892)                                       | Conservateur              |
| Dorchester          |                 | Cyrille Émile Vaillancourt                                                         | Nationaliste              |
| Drummond—Arthabaska |                 | Joseph Lavergne                                                                    | Libéral                   |
| Gaspé               |                 | Louis Zéphirin Joncas                                                              | Conservateur              |
| Hochelaga           |                 | Alphonse Desjardins (au 1er octobre 1892, nommé au Sénat)                          | Conservateur              |
| Hochelaga           |                 | Sévérin Lachapelle (élection partielle en 1892)                                    | Conservateur              |
| Huntingdon          |                 | Julius Scriver                                                                     | Libéral                   |
| Iberville           |                 | François Béchard                                                                   | Libéral                   |
| Jacques-Cartier     |                 | Désiré Girouard (au 28 septembre 1895)                                             | Conservateur              |
| Jacques-Cartier     |                 | Napoléon Charbonneau (élection partielle en 1895)                                  | Libéral                   |
| Joliette            |                 | Urbain Lippé                                                                       | Conservateur              |
| Kamouraska          |                 | Henry George Carroll                                                               | Libéral                   |
| Laprairie           |                 | Louis Conrad Pelletier                                                             | Conservateur              |
| L'Assomption        |                 | Joseph Gauthier (élection annulée le 6 février 1892)                               | Libéral                   |
| L'Assomption        |                 | Hormidas Jeannotte (élection partielle en 1892)                                    | Conservateur              |
| Laval               |                 | Joseph-Aldéric Ouimet (au 11 janvier 1892)                                         | Libéral-conservateur      |
| Laval               |                 | Joseph-Aldéric Ouimet (élection partielle en 1892)                                 | Libéral-conservateur      |
| Lévis               |                 | Pierre Malcom Guay                                                                 | Libéral                   |
| L'Islet             |                 | Louis-Georges Desjardins (démissionne le 30 septembre 1892)                        | Conservateur              |
| L'Islet             |                 | Joseph Israël Tarte (élection partielle en 1893)                                   | Indépendant               |
| Lotbinière          |                 | Côme Isaïe Rinfret                                                                 | Libéral                   |
| Maskinongé          |                 | Joseph-Hormisdas Legris                                                            | Libéral                   |
| Mégantic            |                 | Louis-Israël Côté alias Fréchette                                                  | Conservateur              |
| Missisquoi          |                 | George Barnard Baker                                                               | Libéral-conservateur      |
| Montcalm            |                 | Louis Euclide Dugas (élection annulée le 28 janvier 1892)                          | Conservateur              |
| Montcalm            |                 | Louis Euclide Dugas (élection partielle en 1892)                                   | Conservateur              |
| Montmagny           |                 | Philippe Auguste Choquette                                                         | Libéral                   |
| Montmorency         |                 | Joseph Israël Tarte (élection annulée)                                             | Conservateur              |
| Montmorency         |                 | Arthur Joseph Turcotte (élection partielle en 1892)                                | Conservateur              |
| Montréal-Centre     |                 | John Joseph Curran (au 5 décembre 1892 nommé solliciteur général)                  | Conservateur              |
| Montréal-Centre     |                 | John Joseph Curran (élection partielle en 1892, au 18 octobre 1895)                | Conservateur              |
| Montréal-Centre     |                 | James McShane (élection partielle en 1895)                                         | Libéral                   |
| Montréal-Est        |                 | Alphonse Télesphore Lépine                                                         | Conservateur indépendant  |
| Montréal-Ouest      |                 | Donald Alexander Smith                                                             | Conservateur indépendant  |
| Napierville         |                 | Dominique Monet                                                                    | Libéral                   |
| Nicolet             |                 | Joseph Hector Leduc                                                                | Libéral                   |
| Ottawa              |                 | Charles Ramsay Devlin                                                              | Libéral                   |
| Pontiac             |                 | Thomas Murray (élection annulée le 9 mai 1892)                                     | Libéral                   |
| Pontiac             |                 | John Bryson (élection partielle en 1892)                                           | Conservateur              |
| Portneuf            |                 | Arthur Delisle                                                                     | Libéral                   |
| Québec              |                 | Jules Joseph Taschereau Frémont                                                    | Libéral                   |
| Québec-Centre       |                 | François Charles Stanislas Langelier                                               | Libéral                   |
| Québec-Est          |                 | Wilfrid Laurier                                                                    | Libéral                   |
| Québec-Ouest        |                 | Thomas McGreevy (au 29 septembre 1891)                                             | Libéral-conservateur      |
| Québec-Ouest        |                 | John Hearn (élection partielle en 1892, décédé le 17 mai 1894)                     | Conservateur              |
| Québec-Ouest        |                 | Thomas McGreevy (élection partielle en 1895)                                       | Libéral-conservateur      |
| Richelieu           |                 | Hector-Louis Langevin (démission)                                                  | Conservateur              |
| Richelieu           |                 | Arthur Aimé Bruneau (élection partielle en 1892)                                   | Libéral                   |
| Richmond—Wolfe      |                 | Clarence Chester Cleveland                                                         | Conservateur              |
| Rimouski            |                 | Philippe René Adolphe Caron                                                        | Conservateur              |
| Rouville            |                 | Louis Philippe Brodeur                                                             | Libéral                   |
| Saint-Hyacinthe     |                 | Michel Esdras Bernier                                                              | Libéral                   |
| Saint-Jean          |                 | François Bourassa                                                                  | Libéral                   |
| Saint-Maurice       |                 | François Sévère Lesieur Désaulniers                                                | Conservateur              |
| Shefford            |                 | John Robbins Sanborn                                                               | Libéral                   |
| Sherbrooke          |                 | William Bullock Ives (au 5 décembre 1892)                                          | Conservateur              |
| Sherbrooke          |                 | William Bullock Ives (élection partielle en 1892)                                  | Conservateur              |
| Soulanges           |                 | Joseph-Octave Mousseau (élection déclarée nulle)                                   | Indépendant               |
| Soulanges           |                 | James William Bain (élection partielle et annulée en 1892)                         | Conservateur              |
| Soulanges           |                 | James William Bain (élection partielle en 1892)                                    | Conservateur              |
| Stanstead           |                 | Timothy Byron Rider                                                                | Libéral                   |
| Témiscouata         |                 | Paul Étienne Grandbois                                                             | Conservateur              |
| Terrebonne          |                 | Joseph-Adolphe Chapleau (au 7 décembre 1892 nommé lieutenant-gouverneur du Québec) | Conservateur              |
| Terrebonne          |                 | Pierre-Julien Leclair (élection partielle en 1893)                                 | Conservateur              |
| Trois-Rivières      |                 | Hector-Louis Langevin                                                              | Conservateur              |
| Vaudreuil           |                 | Henry Stanislas Harwood (inapte à siéger le 8 janvier 1892)                        | Libéral                   |
| Vaudreuil           |                 | Henry Stanislas Harwood (élection partielle et annulée en 1893)                    | Libéral                   |
| Vaudreuil           |                 | Hugh McMillan (élection partielle en 1892)                                         | Conservateur              |
| Verchères           |                 | Félix Geoffrion (décédé le 7 août 1894)                                            | Libéral                   |
| Verchères           |                 | Christophe Alphonse Geoffrion (élection partielle en 1895)                         | Libéral                   |
| Yamaska             |                 | Roch Moïse Samuel Mignault                                                         | Libéral                   |

### Territoire du Nord-Ouest
| Circonscription            | Circonscription | Nom                                                  | Parti                |
| -------------------------- | --------------- | ---------------------------------------------------- | -------------------- |
| Alberta (district d')      |                 | Donald Watson Davis                                  | Conservateur         |
| Assiniboia-Est             |                 | Edgar Dewdney (démissionne le 26 octobre 1892)       | Conservateur         |
| Assiniboia-Est             |                 | William Walter McDonald (élection partielle le 1892) | Conservateur         |
| Assiniboia-Ouest           |                 | Nicholas Flood Davin                                 | Libéral-conservateur |
| Saskatchewan (district de) |                 | Day Hort MacDowall                                   | Conservateur         |